# والنتین تسیه
والنتین تسیه (فرانسوی: Valentine Tessier‎; ۵ اوت ۱۸۹۲ – ۱۱ اوت ۱۹۸۱) هنرپیشه اهل فرانسه بود.
از فیلم‌ها یا برنامه‌های تلویزیونی که وی در آن نقش داشته‌است می‌توان به کن‌کن فرانسوی، گوژپشت نتردام، مادام بوواری، عدالت اجرا شد، زن اغواگر و مادالنا اشاره کرد.